# 出来島 (大阪市)
出来島（できじま）は、大阪府大阪市西淀川区にある町名。現行行政地名は出来島一丁目から出来島三丁目。

## 地理
西淀川区の中央部に位置し、南東に大和田、南西に大野、西に西島、北西に中島と接している。

### 河川
- 神崎川

## 歴史
元禄元年(1668年) 
島下郡福井村（現・大阪府茨木市）の倉橋屋・彦坂四郎兵衛が開拓した町人請負新田のうち、出来のいい新田だったため完成を記念し、「出来島新田」と名付けられた。

## 世帯数と人口
2019年（平成31年）3月31日現在の世帯数と人口は以下の通りである。
| 丁目         | 世帯数    | 人口    |
| ------------ | --------- | ------- |
| 出来島一丁目 | 1,050世帯 | 2,010人 |
| 出来島二丁目 | 707世帯   | 1,352人 |
| 出来島三丁目 | 1,223世帯 | 2,428人 |
| 計           | 2,980世帯 | 5,790人 |

### 人口の変遷
国勢調査による人口の推移。
| 1995年（平成7年）  | 5,008人 | [ 5 ] |  |
| 2000年（平成12年） | 5,289人 | [ 6 ] |  |
| 2005年（平成17年） | 5,481人 | [ 7 ] |  |
| 2010年（平成22年） | 5,862人 | [ 8 ] |  |
| 2015年（平成27年） | 5,835人 | [ 9 ] |  |

### 世帯数の変遷
国勢調査による世帯数の推移。
| 1995年（平成7年）  | 2,049世帯 | [ 5 ] |  |
| 2000年（平成12年） | 2,204世帯 | [ 6 ] |  |
| 2005年（平成17年） | 2,371世帯 | [ 7 ] |  |
| 2010年（平成22年） | 2,613世帯 | [ 8 ] |  |
| 2015年（平成27年） | 2,647世帯 | [ 9 ] |  |

## 事業所
2016年（平成28年）現在の経済センサス調査による事業所数と従業員数は以下の通りである。
| 丁目         | 事業所数  | 従業員数 |
| ------------ | --------- | -------- |
| 出来島一丁目 | 44事業所  | 393人    |
| 出来島二丁目 | 57事業所  | 285人    |
| 出来島三丁目 | 11事業所  | 113人    |
| 計           | 112事業所 | 791人    |

## 交通

### 鉄道
- 阪神電気鉄道
  - 阪神なんば線 出来島駅

### バス
- 大阪シティバス
  - 42号系統：大阪駅 - 中島公園・中島二丁目を結ぶ路線が出来島駅前などを経由する。
  - 92号系統：大阪駅 - 福町を結ぶ路線が国道43号を経由し、出来島・出来島大橋の停留所を設置する。

### 道路
- 国道43号

## 施設
- 関西みらい銀行 出来島支店
- 西淀川出来島郵便局
- ライフ 出来島店
- 都市再生機構 サンラフレ出来島団地
- 業務スーパー 出来島駅前店

## その他

### 日本郵便
- 〒555-0031[3]（集配局：西淀川郵便局[11]）